# Catedral de la Santísima Trinidad (Sodo)
La Catedral de la Santísima Trinidad (en amárico: መንፈስ ቅዱስ ሥላሴ ካቴድራል) es el nombre que recibe un edificio religioso que está afiliado a la Iglesia católica y se encuentra ubicado en la localidad de Sodo (o Soddo) en el país africano de Etiopía.
Sigue el rito romano y como su nombre lo indica fue dedicado al misterio de la Santa Trinidad. Depende en términos religiosos del vicariato apostólico de Sodo (''Vicariatus Apostolicus Soddensis'') que fue creado en 1982 por el papa Juan Pablo II mediante la bula "Compertum habentes".
Esta bajo la responsabilidad pastoral del obispo Tsegaye Keneni Derara